# Communauté de communes de Marcigny
La communauté de communes de Marcigny est  une communauté de communes française, située dans le département de Saône-et-Loire en région Bourgogne-Franche-Comté.

## Historique
La communauté de communes est créée par un arrêté préfectoral du 28 décembre 1993.
Conformément aux prescriptions de la loi de réforme des collectivités territoriales du 16 décembre 2010, qui a prévu le renforcement et la simplification des intercommunalités et la constitution de structures intercommunales de grande taille, le projet de schéma départemental de coopération intercommunale proposé par le préfet de Saône-et-Loire en mai 2011 prévoit la fusion de cette intercommunalité avec la communauté de communes du canton de Semur-en-Brionnais. Cette perspective rencontre l'opposition du conseil communautaire
En 2016, avec la mise en place du nouveau schéma départemental de coopération intercommunale, prévu par la loi portant nouvelle organisation territoriale de la République du 7 août 2015, qui dispose que les établissements publics de coopération intercommunale (EPCI) à fiscalité propre doivent avoir un minimum de 15 000 habitants, seuil éventuellement abaissé à 5 000 habitants, la communauté de communes est à nouveau appelée à fusionner avec la communauté de communes du canton de Semur-en-Brionnais. En effet, ces deux communautés de communes sont les plus petites du département, autant au niveau du nombre de communes qu’au niveau de la population. La fusion, originellement prévue pour le 1er janvier 2019, a ensuite été repoussée à 2021, mais n’a finalement jamais eu lieu.

## Territoire communautaire

### Géographie
La Communauté de communes de Marcigny est située en zone de revitalisation rurale, au sud-ouest de la Bourgogne et en Saône et Loire. 
Comme son nom le suggère, sa commune centre est Marcigny, qui regroupe le cinquième de sa population et accueille le collège du territoire communautaire.

### Composition
En 2024, la communauté de communes est composée des 12 communes suivantes :

| Nom                 | Code Insee | Gentilé          | Superficie (km2) | Population (dernière pop. légale) | Densité (hab./km2) |
| ------------------- | ---------- | ---------------- | ---------------- | --------------------------------- | ------------------ |
| Marcigny (siège)    | 71275      | Marcignots       | 8,15             | 1 711 (2022)                      | 210                |
| Anzy-le-Duc         | 71011      | Anzynois         | 25,06            | 423 (2022)                        | 17                 |
| Artaix              | 71012      | Artaisiens       | 21,41            | 343 (2022)                        | 16                 |
| Baugy               | 71024      |                  | 12,61            | 495 (2022)                        | 39                 |
| Bourg-le-Comte      | 71048      | Bourg-le-Comtois | 11,4             | 171 (2022)                        | 15                 |
| Céron               | 71071      | Céronnais        | 23,53            | 264 (2022)                        | 11                 |
| Chambilly           | 71077      | Chambillois      | 13,63            | 471 (2022)                        | 35                 |
| Chenay-le-Châtel    | 71123      | Chenayots        | 32,14            | 373 (2022)                        | 12                 |
| Melay               | 71291      |                  | 36,5             | 964 (2022)                        | 26                 |
| Montceaux-l'Étoile  | 71307      |                  | 9,64             | 297 (2022)                        | 31                 |
| Saint-Martin-du-Lac | 71453      | Lacimartinois    | 14,04            | 241 (2022)                        | 17                 |
| Vindecy             | 71581      |                  | 16,56            | 246 (2022)                        | 15                 |

### Démographie
| 1968  | 1975  | 1982  | 1990  | 1999  | 2009  | 2014  | 2020  |
| ----- | ----- | ----- | ----- | ----- | ----- | ----- | ----- |
| 7 836 | 7 454 | 7 135 | 6 556 | 6 185 | 6 358 | 6 253 | 6 043 |

### Économie et emploi
Catégories socioprofessionnelles des ménages, selon la personne de référence, en 2013
| catégorie socio-professionnelle                   | nombre de ménages | %        | population des ménages | %        |
| ------------------------------------------------- | ----------------- | -------- | ---------------------- | -------- |
| Ensemble                                          | 2846              | 100,00 % | 6 155                  | 100,00 % |
| Agriculteurs exploitants                          | 147               | 5,2%     | 391                    | 6,4 %    |
| Artisans, commerçants, chefs d'entreprise         | 161               | 5,6%     | 391                    | 6,4 %    |
| Cadres et professions intellectuelles supérieures | 101               | 3,5 %    | 322                    | 5,2 %    |
| Professions intermédiaires                        | 266               | 9,3%     | 711                    | 11,9 %   |
| Employés                                          | 266               | 9,3%     | 536                    | 8,7 %    |
| Ouvriers                                          | 483               | 17,0 %   | 1264                   | 20,5 %   |
| Retraités                                         | 1 347             | 47,3 %   | 2 200                  | 35,7 %   |
| Autres personnes sans activité professionnelle    | 75                | 2,6 %    | 172                    | 2,8 %    |

## Organisation

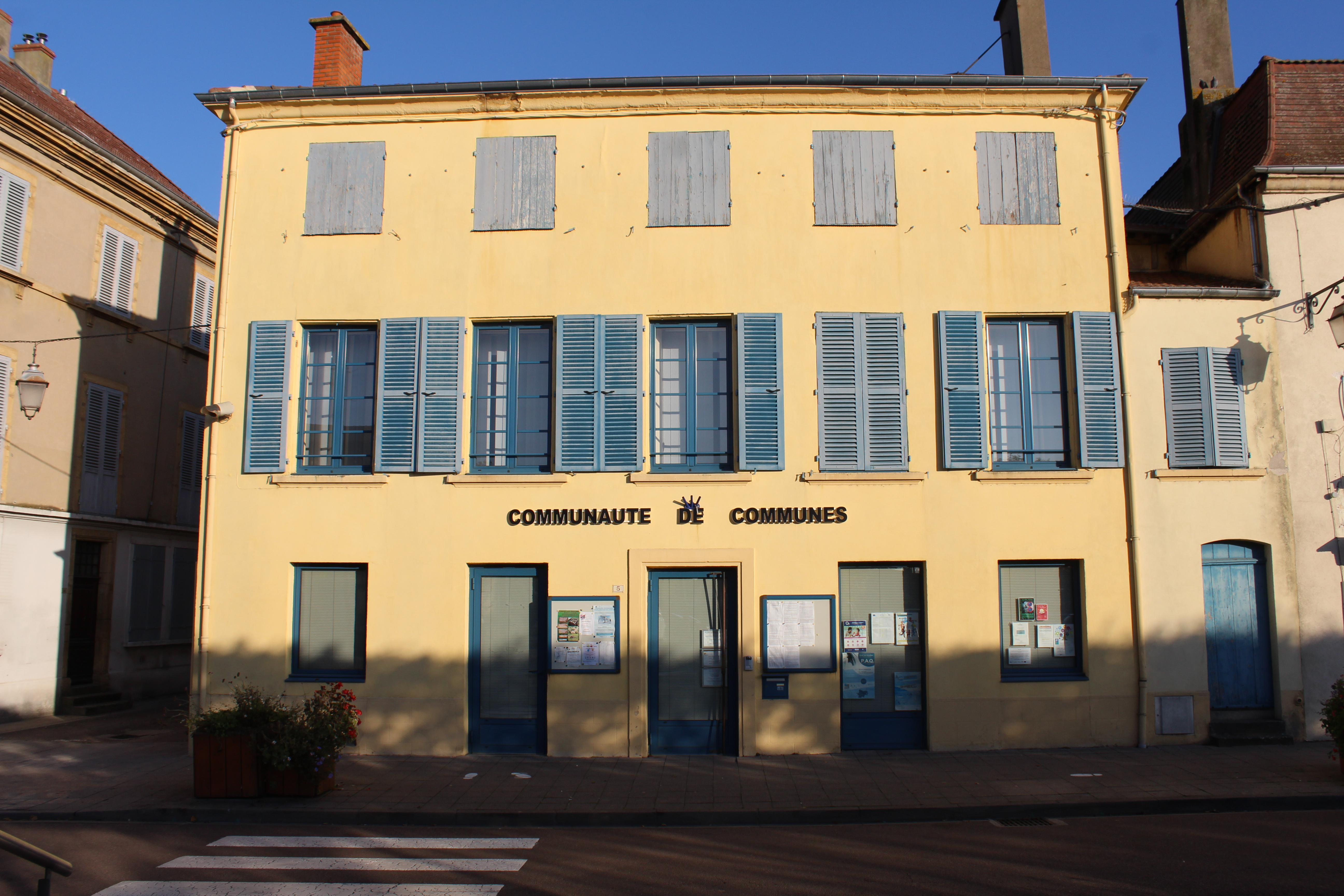
Siège de l'intercommunalité.

### Siège
Le siège de la communauté de communes est situé à Marcigny, 5 Place du Cours.

### Élus
La communauté de communes est administrée par son conseil communautaire, composé de 28  conseillers municipaux représentant chacune des  communes membres et répartis de la manière suivante [Quand ?] : 
| Nombre de délégués | Communes |
| ------------------ | --- |
| 5                  | Marcigny |
| 3                  | Melay |
| 2                  | Anzy-le-Duc, Artaix, Baugy, Bourg-le-Comte, Céron, Chambilly, Chenay-le-Châtel, Montceaux-l'Étoile, Saint-Martin-du-Lac, Vindecy |

### Liste des présidents
| Période   | Période                       | Identité            | Étiquette | Qualité                                                  |
| --------- | ----------------------------- | ------------------- | --------- | -------------------------------------------------------- |
| 2008      | juin 2020                     | Jean-Claude Ducarre | DvG       | Ingénieur agricole de formation Maire de Melay (1995 → ) |
| juin 2020 | En cours (au 4 décembre 2023) | Denis Prost         |           | Médecin généraliste Conseiller municipale de Marcigny    |

### Compétences
Les compétences de la communauté de communes se déclinent au travers des commissions de travail du conseil communautaire :
- Tourisme et culture
- Affaires sociales
- Environnement
- Éducation
- Finances
- Bâtiments et habitat
- Économie, artisanat et commerce
- Nouvelles technologies et communication

### Régime fiscal et budget
La communauté de communes est un établissement public de coopération intercommunale à fiscalité propre.
Afin de financer l'exercice de ses compétences, la communauté de communes perçoit une fiscalité additionnelle aux impôts locaux des communes, avec fiscalité professionnelle de zone (FPZ ) et sans fiscalité professionnelle sur les éoliennes (FPE).
Elle perçoit également une redevance d'enlèvement des ordures ménagères (REOM), qui finance le fonctionnement de ce service public, ainsi qu'une taxe de séjour.

## Projets et réalisations
Conformément aux dispositions légales, une communauté de communes a pour objet d'associer des « communes au sein d'un espace de solidarité, en vue de l'élaboration d'un projet commun de développement et d'aménagement de l'espace ».
L'exercice de la compétence économique de la communauté de communes s'est traduite par la création de la "zone d'activités du Champêtre" à Baugy. C'est une zone de 23 000 m², situé à l'entrée nord de Marcigny. Elle a permis d'accueillir outre des entreprises classiques (telles que concessions automobiles) le centre de tri de la poste et un atelier partagé. 
Le centre de tri assure la collecte et la distribution du courrier sur 25 communes : celles portant les codes postaux 71110 et 71340.  16 tournées de distribution sont assurées à partir du centre.
L'atelier partagé est un bâtiment modulable de 1000 m², divisible en lots de 200 m², destiné à répondre aux besoins de locaux d'entreprises artisanales.
Par ailleurs il existe la Zone d'activités de Saint-Nizier, situé à l'entrée ouest de Marcigny, à proximité de la rocade sur laquelle sont implantés des grandes surfaces commerciales. La société Emile Henry a ouvert un magasin d'usine.